# KV62
Grav KV62 i Egyptens Kongernes Dal er Tut Ankh Amons grav, kendt over hele verden for mængden af værdifulde genstande den rummede.
Graven blev opdaget i 1922 af Howard Carter.
KV står for 'Kings' Valley'.
- Wikimedia Commons har flere filer relateret til KV62

25°44′25″N 32°36′05″Ø / 25.740361111111°N 32.601444444444°Ø